# Апрельск
Апре́льск — посёлок в Бодайбинском районе Иркутской области. Входит в Артёмовское муниципальное образование.

## Этимология
Назван в память даты Ленского расстрела, 4 (17) апреля 1912 года.

## География
Находится на правом берегу реки Бодайбо, в 4 км к юго-западу от центра городского поселения, рабочего посёлка Артёмовский.

## История
Постановлением ВЦИК от 7.01.1929 г. посёлок отнесен к категории поселков городского типа. 

## Население
| 1939 | 1959  | 1970  | 2002 | 2010 | 2011 | 2012 |
| ---- | ----- | ----- | ---- | ---- | ---- | ---- |
| 8061 | ↘3421 | ↘1217 | ↘148 | ↘96  | ↘95  | ↘87  |